# Aleksander Szczepański
Aleksander Roman Szczepański (ur. 6 października?/18 października 1882 w Saratowie, zm. 21 stycznia 1937 w Warszawie) – polski dyplomata, doktor ekonomii.

## Edukacja
Syn Józefa i Adeli z Dziubińskich, brat pisarki Marii Kuncewiczowej. Absolwent gimnazjum w Samarze (1900). Studiował na uniwersytetach w Warszawie (1900–1905), Dorpacie, Berlinie i Monachium (1906–1908), gdzie w 1908 obronił doktorat z ekonomii.

## Praca w II Rzeczypospolitej
Wstąpił do służby zagranicznej i pełnił funkcję naczelnika Wydziału Ekonomicznego MSZ, konsula generalnego w Zagrzebiu (1920–1922), Bytomiu (1922–1928) i przedstawiciela Polski w Górnośląskiej Komisji Mieszanej (Gemischte Kommission für Oberschlesien) w Katowicach i Trybunale Rozjemczym dla Górnego Śląska (Schiedsgericht für Oberschlesien) w Bytomiu oraz konsula generalnego w Chicago (1929–1930). Następnie przeszedł do sektora gospodarczego i pełnił, między innymi, funkcję dyrektora Syndykatu Blachy Cynkowej w Katowicach (1930–1937).
Został pochowany na cmentarzu Powązkowskim w Warszawie (kwatera 299a-4-20).
Był mężem Marii Znatowicz-Szczepańskiej (zm. 1960), z którą mieli syna Jana Józefa.

## Ordery i odznaczenia
- Krzyż Oficerski Orderu Odrodzenia Polski (27 grudnia 1924)[5]
- Złoty Krzyż Zasługi (10 listopada 1933)[6]
- Medal Niepodległości (9 października 1933)[7]
- Medal Dziesięciolecia Odzyskanej Niepodległości
- Krzyż Oficerski Orderu Lwa Białego (Czechosłowacja)